# Telecommunicatie van A tot Z

## A
Analoog-Digitaal Conversie -
Ader -
ADSL -
Agentschap Telecom -
Amplitudemodulatie -
Antenne-
@Home

## B
Bandbreedte -
Belgacom -
Alexander Graham Bell -
Beltegoed -
Beltoon -
Berichtencentrale -
Betaalde sms -
BIPT -
Bit -
BlackBerry (bedrijf) -
BlackBerry (smartphone) -
BlackBerry OS -
Bluetooth -
Brief -
Broncodering -
BT Group -
Byte

## C
Casema -
CAIW -
Cell broadcast -
Coderingstheorie -
Claude Chappe -
Coaxkabel -
Codec -
COLT

## D
DA-converter -
Data -
Deutsche Telekom -
Draadloos netwerk -
Draaggolf

## E
E-mail -
EDGE -
Ericsson -
Europees telecommunicatierecht

## F
Fax -
France Télécom -
Frequentie -
Frequentiemodulatie

## G
Getwist paar - 
glasvezel -
Google - 
GPRS -
GSM -
GSM-mast

## H
HLR -
Hotline -
Hotline Washington-Moskou -
HSDPA -
HTC

## I
I-mode -
Iliad Italia -
Imei-nummer -
IMSI -
Informatie -
Informatietheorie -
Internet -
Internetprotocol -
ISDN

## K
Kanaalcodering -
KPN

## L
Lijncodering -
Luidspreker

## M
Antonio Meucci -
Microfoon -
Mms -
Mobiele telefoon -
Mobile virtual network operator -
Modulatie -
Morse -
Motorola -
Multiplexing

## N
Netnummer -
Nokia -
Nummerbehoud -
Harry Nyquist -
Nummerinformatiedienst -
Nyquist-frequentie

## O
Opta -
Orange

## P
PDA -
Pony Express -
PDH -
Premium SMS -
Prepaid

## R
Radio -
Ringtone -
Roaming -
Rooksignaal -
RTV West

## S
SDH -
Semafoor -
Claude Shannon -
Simkaart -
Simlock -
Single-sideband modulation -
Sms -
Smartphone -
Spraakcodec -
SDH -
Stichting Kabelnet Veendam -
Straalverbinding

## T
T-Mobile -
Telecommunicatie -
Telefónica -
Telefoon -
Telefooncentrale -
Telecommunicatienetwerk -
Telefoonnummer -
Telegrafie -
Telegram -
Televisie -
Teletekst -
Telex -
Tele2 -
Telfort -
Telmex - 
Tiscali -
Transmissielijn -
Twisted pair

## U
UMTS -
Unified messaging - 
UPC - 
UTP

## V
VEON -
Verizon Communications -
Versatel -
Vodafone -
Voicemail -
Voice over IP

## W
Wanadoo -
Wireless Application Protocol (WAP) -
WDM -
Wholesale carrier

## X Y Z
Zeezender - 
Ziggo